# Hr.Ms. K V (1920)
De Hr.Ms. K V was een Nederlandse onderzeeboot van de K V-klasse. Het schip is in opdracht van het Nederlandse ministerie van Koloniën gebouwd door de Rotterdamse scheepswerf Fijenoord. Op 18 oktober 1920 vertrok de K V vanuit de haven van Den Helder naar Nederlands-Indië. De tocht naar Nederlands-Indië maakte de K V onder commando van A. Vos en vond plaats zonder begeleiding. De tocht bracht haar in de havens in Tunesië, Port Said, Aden en Colombo. Op 26 januari 1921 kwam de K V in Soerabaja aan. Tot 1937 patrouilleerde de K V de kust wateren van Nederlands-Indië.